# Mühlenbach (Kinzig)
Der Mühlenbach ist ein rund 10 Kilometer (namentlich: 6 km) langer linker und südlicher Nebenbach der Kinzig im Mittleren Schwarzwald. Er mündet im Stadtgebiet von Haslach, dessen Altstadt er früher in Gräben umfloss, in die Kinzig. 

## Geographie

### Einzugsgebiet und Tallandschaft
Der Mühlenbach entwässert ein annähernd rautenförmiges, 55,12 km² großes Einzugsgebiet, dessen längere, etwa 12 Kilometer lange Diagonale ungewöhnlicherweise quer zur nördlichen Hauptentwässerungsrichtung liegt. Die beiden breiten Haupttäler seines dendritisch verzweigten Talsystems treffen sich erst am Talausgang nahe Haslach. Am Grunde der beiden sanfthängigen Wiesentäler liegen auf Höhen von etwa 280 m ü. NHN die Dörfer Hofstetten und Mühlenbach. Die bewaldeten, teils breiten Höhenrücken zwischen den Tälern und die südlichen Randhöhen erreichen Höhen von 500 bis 600 Metern. Die höchsten Kämme liegen im Osten des Einzugsgebietes und erreichen 814 m ü. NHN Höhe (Hirschlachschanze ⊙).

### Verlauf
Der Mühlenbach entsteht südlich des gleichnamigen Dorfes aus dem Zusammenfluss des Pfausenbächles mit dem nur wenig größeren Dietentalbach. Beide Bäche entspringen nahe der Südspitze des Einzugsgebietes; das Pfausenbächle am Nordhang des Finsterkapfs (690,3 m ü. NHN) auf einer Höhe von rund 600 Metern, der Dietentalbach unterhalb karförmiger Hangnischen im Nordosten des Benediktskopfes (689,5 m ü. NHN) in einer Höhe von rund 610 Metern als Grundbächle. Dies ist zugleich der Beginn des gewässerkundlichen Hauptstrangs im Gewässersystem des Mühlenbachs. 
Im Dorf mündet von rechts der Büchernerbach ein. Er ist mit seinem Oberlauf Hintergrundbach länger als der Mühlenbach bis hier, führt jedoch nur zwei Drittel von dessen mittleren Abflussmenge. Zuletzt führt in Haslach von links der Hofstetter Talbach wiederum etwa zwei Drittel der Wasserführung des inzwischen kräftigen Mühlenbachs heran. Früher zweigte hier der die Altstadt umfließende Stadtgraben ab. Nach einer restlichen Fließstrecke von etwa 800 Metern mündet der Mühlenbach am nördlichen Rand der Innenstadt in die Kinzig. Er hat hier eine mittlere Wasserführung von 1,14 m³/s.

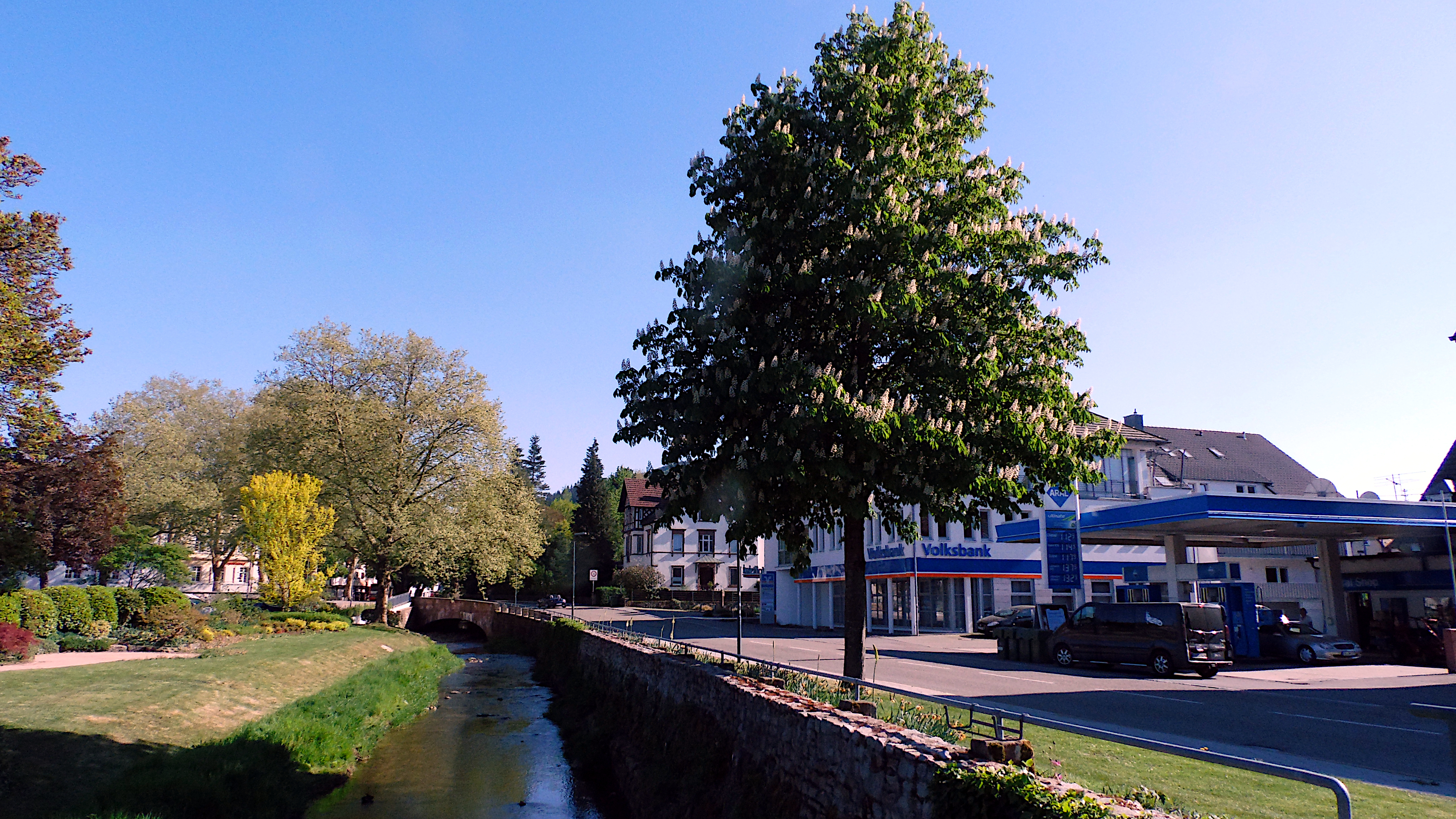
Der Mühlenbach in Haslach kurz vor der Mündung in die Kinzig

### Zuflüsse
(größere Zuflüsse, gelistet vom Ursprung zur Mündung, Datenwerte nach der amtlichen Gewässerkarte)
- Dietentalbach, rechter und nordöstlicher Quellbach, 3,62 km und 6,58 km², Quellbereich im Nordosten des Benediktskopfes  in einer Höhe von rund 610 Metern, im oberen Talabschnitt Grundbächle genannt
- Pfausenbächle, linker und nordwestlicher Quellbach, 3,60 km und 6,33 km², Quellbereich am Nordhang des Finsterkapfs auf einer Höhe von rund 600 Metern
- Büchernerbach, rechter Nebenbach, 5,64 km und 9,32 km², Quellbereich am Nordhang der Hirschlach auf einer Höhe von rund 740 Metern, im oberen Talbereich Hintergrundbächle genannt (Beginn des mit fast 11 Kilometern längsten Fließwegs im Mühlenbach-Einzugsgebiet)
- Hofstetter Talbach, linker und weitaus größter Nebenbach, 7,75 km und 19,95 km², Quellbereich im Norden der Hohmunde auf einer Höhe von rund 530 Metern, im oberen Talbereich Hochmundebach und dann Salmensbach genannt